# Bitconnect

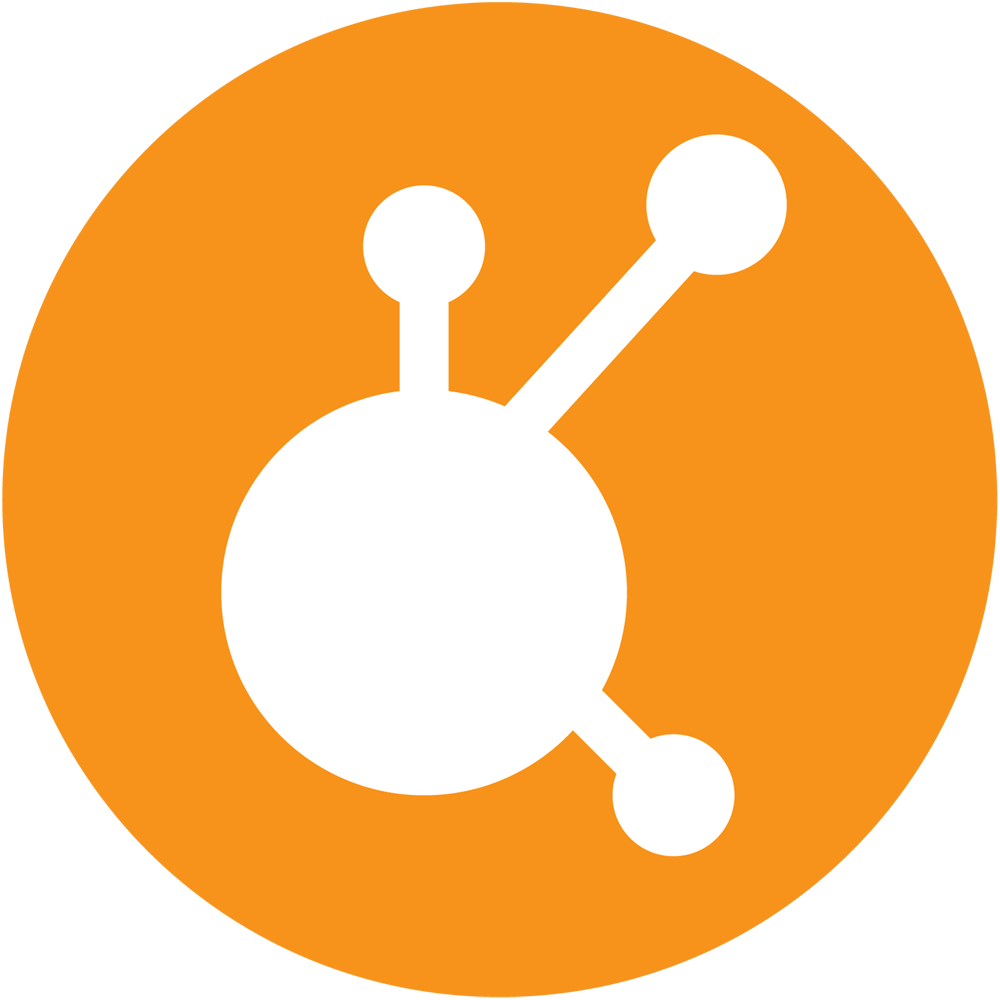
Logo của Bitconnect

Bitconnect hay BitConnect là một loại hình tiền điện tử theo mô hình nguồn mở lưu hành vào năm 2016 đến năm 2018 liên quan đến một chương trình đầu tư năng suất cao (High-yield investment program) vốn là một loại kế hoạch Ponzi đa cấp. BitConnect ra mắt vào ngày 15 tháng 3 năm 2016 và là một mô hình tài chính ứng dụng công nghệ hoạt động như một sàn cho vay tiền điện tử sinh lãi được cung cấp bởi một công ty có tên Bitconnect LTD và sở hữu đồng tiền riêng, công ty này xếp thứ 25 trên bảng xếp hạng và có giá trị vốn hóa hơn 2 tỷ USD. Bitconnect từng là một trong những nền tảng cho vay tiền kỹ thuật số phổ biến nhất trên thế giới với dịch vụ cho vay (Lending) và đa cấp (MLM hay Multi-level Marketing). Sau khi quản trị viên nền tảng này đóng nền tảng kiếm tiền vào ngày 16 tháng 1 năm 2018 và hoàn trả khoản đầu tư của người dùng sau sự cố giá trị đồng xu 92%, niềm tin đã mất đi và giá trị của đồng xu giảm mạnh xuống dưới 1 đô la từ mức cao trước đó là gần 525 đô la.

## Hoạt động
Bitcoin là tiền mã hóa phân tán đầu tiên được tạo ra vào năm 2009 và kể từ đó rất nhiều đơn vị tiền mã hóa tương tự khác được tạo ra. Các đơn vị tiền tệ này sử dụng hệ thống quản lý phi tập trung thay vì các hệ thống trung tâm như các đơn vị tiền tệ điện tử và ngân hàng khác. Tuy nhiên, khác với Bitcoin hay các loại tiền kỹ thuật số khác, hình thức của Bitconnect gần giống với hoạt động ủy thác của các quỹ tài chính trên thế giới, huy động vốn của các nhà đầu tư và trả lãi hàng tháng, một dạng của đa cấp tiền ảo. Trong khi các quỹ ủy thác huy động lãi suất thấp hơn nhiều thì lãi suất của Bitconnect cao dao động từ 30 đến 40%/tháng, cao hơn rất nhiều so với các quỹ ủy thác. Còn với đa cấp, khi một nhà đầu tư giới thiệu cho các nhà đầu tư khác tham gia vay Bitconnect sẽ nhận được tiền hoa hồng. Bitconnect còn phát hành đồng tiền kỹ thuật số riêng và tham gia thị trường cuối năm 2016, là một trong những vụ ICO thành công nhất lịch sử với giá trị tăng hơn gấp 3.000 lần trong vòng một năm. Từ giá khởi điểm là 0,12 USD, đến cuối năm 2017 có lúc Bitconnect đã chạm mốc kỷ lục gần 400 USD, tức tăng đến hơn 3.000 lần.
Trong một chương trình huy động vốn, BitConnect giới thiệu giải pháp dùng bot giao dịch tự động. Nhà đầu tư được hứa hẹn có thể thu về lợi nhuận 40% mỗi tháng, lợi nhuận hàng năm có thể đạt 3.700%. BitConnect đã xây dựng một kế hoạch Ponzi với phương thức lấy tiền của nhà đầu tư sau trả cho nhà đầu tư trước hay có thể nói là dùng tiền của người đến trước trả cho người đến sau. Thuật ngữ "chương trình đầu tư năng suất cao" do tổ chức đưa ra, thực ra chỉ là một hình thức lừa đảo, hứa hẹn lợi nhuận cao từ mô hình đầu tư bằng cách trả tiền cho các nhà đầu tư trước bằng số tiền đầu tư của các nhà đầu tư mới. Với cách triển khai dựa trên chương trình cho vay và tập trung vào việc kiếm được lợi nhuận lớn càng nhanh càng tốt, BitConnect đã thu hút nhiều nhà đầu tư trên thế giới, trước khi ôm tiền của các nhà đầu tư bỏ trốn.
Dự án tạo ra một đồng tiền số là BitConnect Coin (BCC), có thể trao đổi bằng Bitcoin hoặc các loại tiền điện tử phổ biến khác. BitConnect hứa hẹn lợi nhuận cao từ các chương trình cho vay lấy lãi của họ, yêu cầu người dùng phải gửi Bitcoin cho công ty. Đồng Bitcoin sau đó được chuyển đổi thành một đơn vị khác, có tên gọi là BitConnect Coin (BCC), và được BitConnect quản lý. Những người ủng hộ BitConnect lần lượt cho thấy lợi tức đầu tư có lợi nhuận cao của họ nhờ cải tiến cấu trúc liên kết của nền tảng này, cho phép khách hàng kiếm được nhiều tiền hơn sau khi mời gọi những người khác đăng ký. Mô hình này được nhìn nhận là có nhiều điểm giống với hệ thống đa cấp. BitConnect cũng đồng thời lên sàn ICO cho một tiền ảo khác có tên là BitConnectX. Mặc dù không có bất kỳ báo cáo hay các quy tắc cơ bản nào đi sau BitConnectX, nhưng BitConnect khẳng định rằng đây là một mã nguồn mở, một đồng tiền ảo được xây dựng dựa trên blockchain và mã hóa phân quyền, cho phép thanh toán ngay lập tức cho bất kỳ ai với mức phí giao dịch tối thiếu. Điểm khiến BitConnect thành công trong chiến lược của mình đó là sự hiếu kỳ của các nhà đầu tư trước công nghệ mới, bất chấp sự thiếu đi các nguyên tắc cơ bản đằng sau mỗi đồng tiền ảo.

## Phanh phui
Ủy ban chứng khoán Mỹ phát hiện rằng BitConnect đã phạm tội gian lận trong nhiều lĩnh vực, bao gồm các chương trình cho vay và lấy lãi. BitConnect cố tình không tiết lộ thông tin tài chính và các khoản tiền phải trả cho nhà đầu tư khi mua BitConnect Coin trong ví BitConnect QT đi kèm với lãi suất cao hơn 120% mỗi năm. Người sáng lập sàn BitConnect bị cáo buộc lừa đảo 2 tỷ USD từ hàng nghìn nhà đầu tư, bằng cách hứa hẹn lợi nhuận 40% mỗi tháng. Kumbhani nói dối về khả năng sinh lời của BitConnect, dụ dỗ nhà đầu tư và vi phạm luật bảo vệ những người tham gia dự án. Ngày 17 tháng 1 năm 2018, trên trang chủ của Bitconnect đã đăng tải thông báo chính thức dừng hoạt động cho vay và tạm thời đóng sàn giao dịch nội bộ. Công ty này cũng cho biết sẽ rút đồng tiền kỹ thuật số đã phát hành ra khỏi thị trường. Bitconnect cho biết có 3 nguyên nhân chính dẫn đến việc dừng hoạt động này. Thứ nhất, các tin tức tiêu cực trên phương tiện truyền thông khiến cho các nhà đầu tư cảm thấy thiếu tự tin vào nền tảng này. Thứ hai, Bitconnect đã nhận được 2 yêu cầu dừng hoạt động từ Sở giao dịch chứng khoán tại các bang Texas và Bắc Carolina. Thứ ba, hacker đã liên tục tấn công hệ thống khiến các giao dịch liên tục bị từ chối.
Ngay sau thông báo đầy bất ngờ của Bitconnect, nhà đầu tư đã đồng loạt bán tháo đồng tiền này. Từ mức khoảng hơn 400 USD, giá Bitconnect giảm sâu và mất tới 93%. Không chỉ phổ biến trên thế giới, Bitconnect cũng được rất nhiều nhà đầu tư tại Việt Nam biết đến và tham gia. Vì thế, động thái này đã gây tâm lý hoang mang trên diện rộng, nhà đầu tư nháo nhào tìm cách để gỡ vốn. Không ít nhà đầu tư Việt Nam mất cả trăm triệu sau biến động của Bitconnect dù trước đó đã có nhiều cảnh báo về việc sàn tiền ảo này hoạt động theo mô hình đa cấp biến tướng. Sau khi sàn tiền ảo Bitconnect gần như sập hoàn toàn, đóng cửa các mảng hoạt động chính như cho vay lãi suất cao (Lending) hay giao dịch (Exchange), tất cả những gì nhà đầu tư nhận về là đền bù dưới dạng đồng tiền ảo BCCoin do sàn này phát hành nhưng sau đó đồng tiền ảo với mã BCC đã mất hơn 90% giá trị chỉ sau một đêm do làn sóng bán tháo cắt lỗ của các nhà đầu tư, khiến tài sản của nhiều người chơi Bitconnect bốc hơi chỉ sau ít giờ.